# Line Haugsted
Line Haugsted (Skive, 11 november 1994) is een Deense handbalspeler die deel uitmaakt van het Deense nationale team.

## Carrière

### Club
Line Haugsted begon met handbal bij de Deense club Skive fH. In 2010 verhuisde de linkeropbouwer naar FC Midtjylland Håndbold, waar ze met het U18-team in 2012 het Deense kampioenschap won. In de zomer van 2012 keerde ze terug naar Skive fH. In het seizoen 2015/16 speelde Haugsted een jaargang voor HC Odense, dat behalve op het hoogste niveau van Denemarken ook uitkwam in de EHF European League. Daarna stapte ze over naar Viborg HK, waar ze 6 seizoenen speelde. In seizoen 2022/23 staat ze bij de Hongaarse topclub Győri ETO KC onder contract.

### Nationaal team
Line Haugsted doorliep verschillende Deense jeugd- en juniorenteams. Met deze nationale teams won ze de goud op de U-18 wereldkampioenschap van 2012 en de brons op het U-19 Europees kampioenschap van 2013 en het U-20 wereldkampioenschap van 2014. Op het WK van 2014 werd ze ook gekozen in het All-Star-team.
Sinds 28 november 2014 speelt ze voor het Deense nationale team, toen ze haar debuut maakte in een wedstrijd tegen Noorwegen. Ze maakte deel uit van de Deense selecties voor het EK 2016, het WK 2017 en het EK 2018. In 2020 werd ze op het EK uitgeroepen tot beste verdediger van het toernooi. Het jaar daarop won ze de bronzen medaille op de Wereldkampioenschappen.

## Familie
Line Haugsted is de zes jaar oudere zus van Marianne Haugsted die bij Larvik HK speelt. Marianne is net als Line linker-opbouwer.